# Jamie Green
Jamie Green (Leicester, Inglaterra, Reino Unido; 14 de junio de 1982) es un piloto de automovilismo británico. Ha competido en el Deutsche Tourenwagen Masters para la marca alemana Mercedes-Benz entre los años 2005 y 2012, y Audi a partir de 2013.
A diciembre de 2013, ha obtenido doce victorias en la categoría, incluyendo tres en el circuito callejero Norisring, y 28 podios. Finalizó segundo en la temporada 2015, tercero en 2013 y 2016, cuarto en 2007 y 2008, quinto en 2006 y 2011, y sexto en 2005 y 2010.

## Carrera deportiva
Green debutó como piloto en la categoría Ministox a la edad de 10 años. Luego compitió en karting a lo largo de su adolescencia. En 2001 dejó las ruedas chicas por los monoplazas, al disputar el torneo invernal de la Fórmula Renault Británica para el equipo Fortec. En 2002 disputó el certamen principal para Fortec, resultando subcampeón por delante de Lewis Hamilton y Patrick Long entre otros. También disputó una fecha de la Eurocopa de Fórmula Renault, y ganó la fecha de Macao de la Fórmula Renault China. Su año culminó obteniendo el premio McLaren Autosport BRDC a pilotos británicos jóvenes, superando a Adam Carroll y Danny Watts entre otros.
A fines de año, Green corrió el Super Premio de Corea de Fórmula 3 para Carlin. Dicho equipo lo retuvo para la temporada 2003 de la Fórmula 3 Británica. Nuevamente resultó subcampeón, acumulando cuatro victorias y 12 podios en 24 carreras. Ese año disputó cuatro fechas de la Fórmula 3 Euroseries para distintos equipos, logrando un tercer puesto en la segunda manga del Gran Premio de Pau. Asimismo, finalizó quinto en el Masters de Fórmula 3.
El británico pasó a disputar la Fórmula 3 Euroseries en 2004, en este caso en el equipo ASM. Se coronó campeón de manera aplastante, al cosechar siete victorias y 14 podios en 20 carreras. También finalizó tercero en el Super Premio de Fórmula 3 de Baréin y terminó noveno en el Masters de Fórmula 3, siempre como piloto de ASM, aunque tuvo peor suerte en el Gran Premio de Macao.
Los logros de Green en la Fórmula 3 con motores Mercedes-Benz le valieron conseguir una plaza en el equipo Persson del DTM para la temporada 2005. A la edad de 23 años y al volante de un Mercedes-Benz Clase C del año anterior, logró dos podios y terminó sexto en el campeonato, el mejor entre los pilotos con automóviles antiguos. Por ello, en 2006 pasó a correr en HWA, el equipo oficial de Mercedes-Benz, con un Clase C de última generación. Con tres podios, finalizó quinto y tercer mejor piloto de la marca. El británico ganó sus dos primeras carreras en 2007, lo cual le permitió alcanzar la cuarta colocación en el clasificador final.
De las 11 carreras de 2008, Green venció en dos y subió al podio en cuatro, de manera que volvió a quedar cuarto en el campeonato. Sin embargo, perdió su butaca en HWA y entraron en su lugar Gary Paffett y Ralf Schumacher, de manera que volvió a correr con un Clase C antiguo en el equipo Persson. Ese año ganó una carrera y finalizó séptimo, nuevamente como mejor piloto de automóviles antiguos. El británico permaneció en Persson en 2010. Obtuvo una victoria y tres podios, por lo que resultó sexto en el certamen, nuevamente superando a todos los pilotos con automóviles 2008 y también a varios con modelos de última generación.
Anta la partida de Paul di Resta a la Fórmula 1, Green tomó su puesto en el equipo HWA, nuevamente con un Mercedes-Benz Clase C de última generación. Ganó una carrera, finalizó segundo en otra y puntuó en todas salvo dos. De este modo, el británico terminó quinto en el campeonato como segundo mejor piloto de la marca. En el Showevent del Estadio Olímpico de Múnich, terminó noveno en el duelo de marcas y octavo en el duelo de pilotos.
Green disputó la temporada 2012 del DTM nuevamente para HWA. Acumuló una victoria, un segundo puesto, un tercero y cuatro cuartos, que le permitieron finalizar tercero en el campeonato. Asimismo, venció en la copa de marcas del Showevent de Múnich junto a Ralf Schumacher, y finalizó segundo en la copa de pilotos.
En la temporada 2013 del DTM, Green dejó de correr con Mercedes-Benz y pasó a pilotar un Audi A5 del equipo Abt. Consiguió un tercer lugar, un quinto, un sexto y un noveno, por lo que finalizó 11º en el campeonato.
El británico siguió con Audi en el DTM 2014 pero ahora en el equipo Rosberg. Obtuvo un segundo puesto, un tercero y un total de cuatro resultados puntuables en diez carreras, quedando así décimo en la clasificación final.
Green fue subcampeón del DTM 2015, por detrás de Pascal Wehrlein, luego de conseguir cuarto victorias, un segundo puesto y nueve resultados puntuables en 18 carreras. En 2016 resultó tercero en el campeonato luego de conseguir la victoria en Zandvoort 2, tres segundos lugares y dos terceros.

## Galería

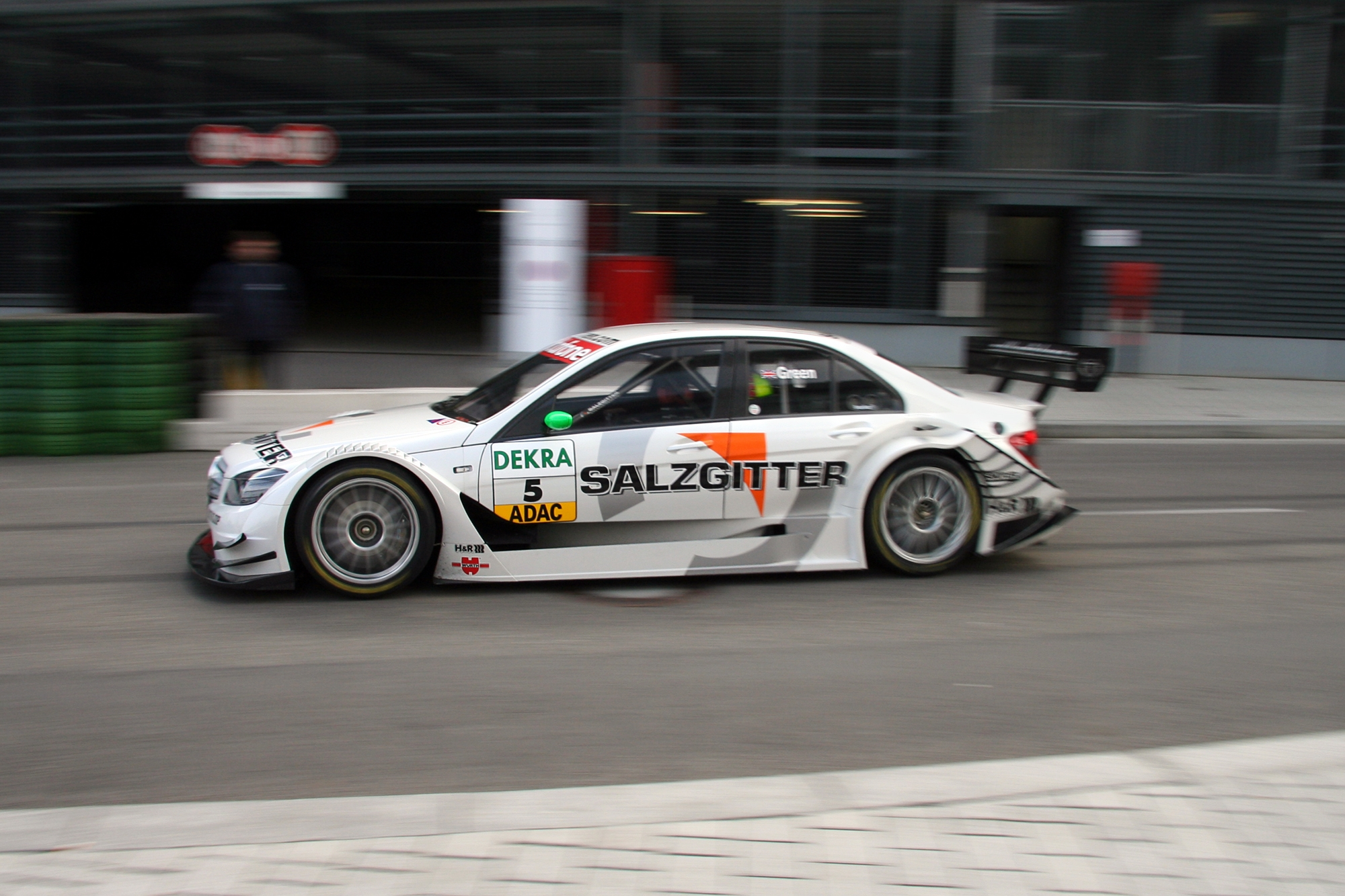
Mercedes-Benz Clase C de Jamie Green en 2007.
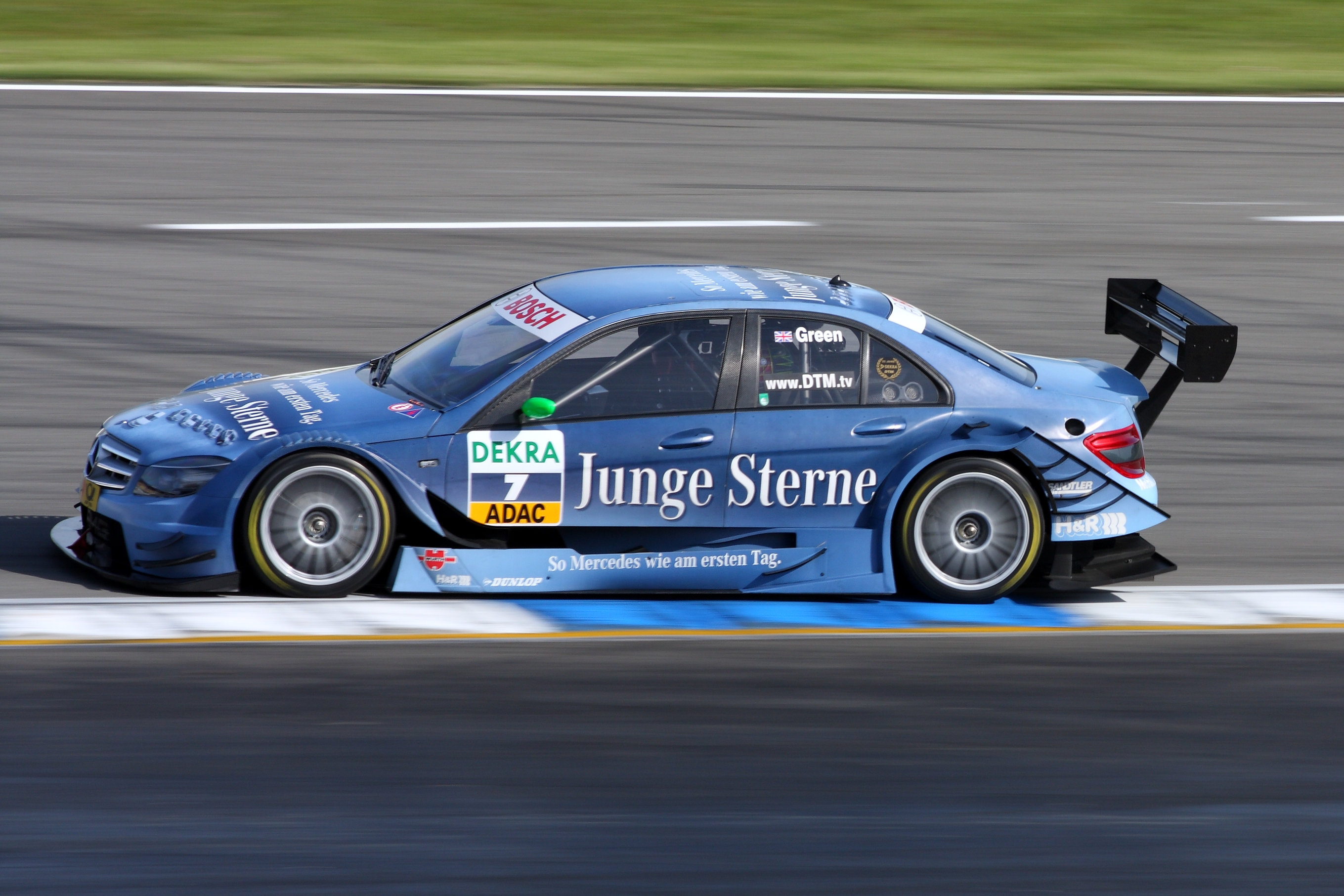
Mercedes-Benz Clase C de Jamie Green en 2009.
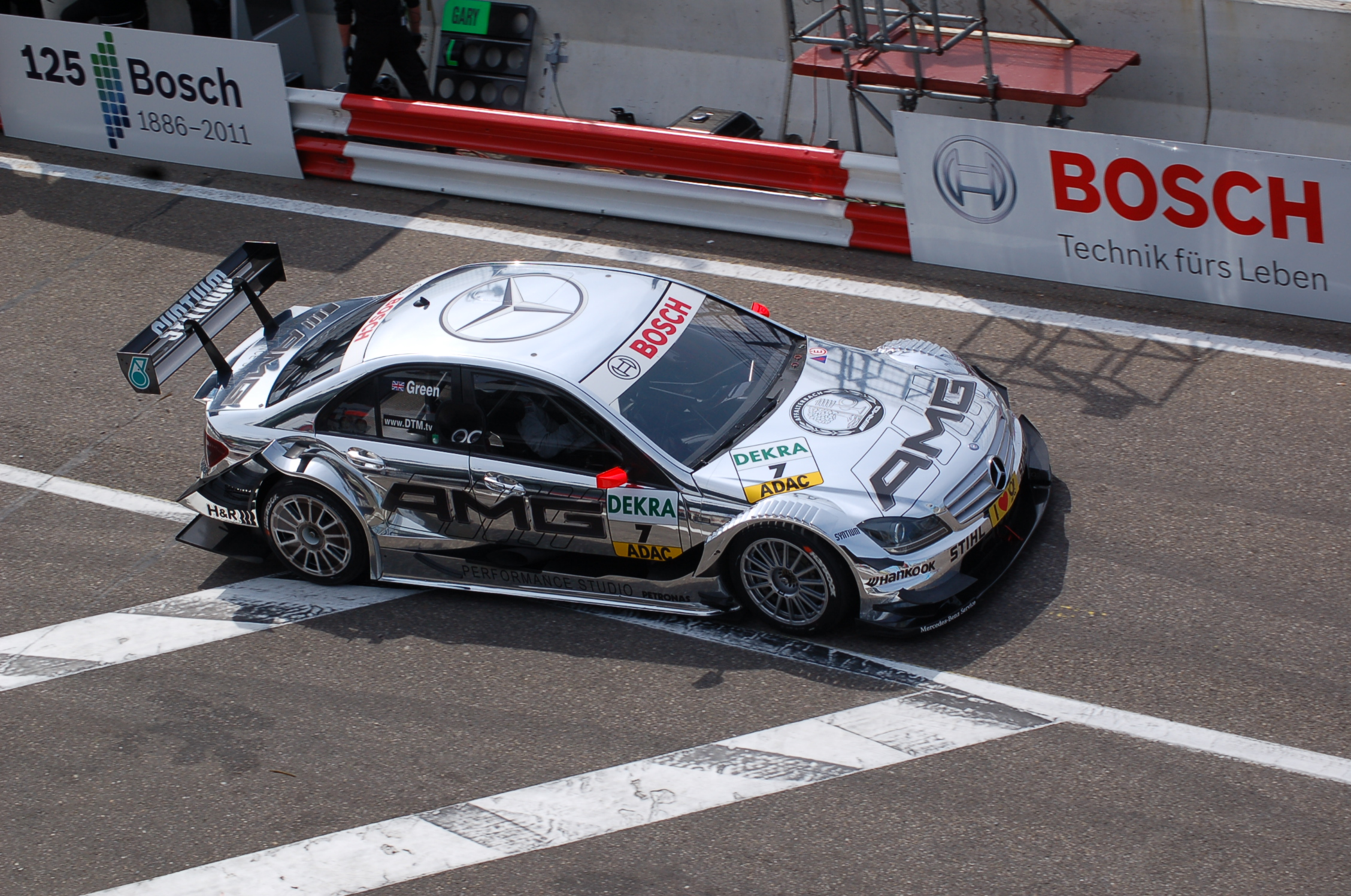
Mercedes-Benz Clase C de Jamie Green en 2011.